# Gustav Würst
Gustav Würst (5. Dezember 1828 in Königsberg – 30. Dezember 1889 in Berlin) war ein deutscher Sänger, Theaterschauspieler und -regisseur.

## Leben
Würst wirkte als Sänger, Schauspieler und Regisseur und betrat 1853 zum ersten Mal die Bühne. Bemerkenswert waren seine Engagements in Königsberg von 1866 bis 1876 und am Belle-Alliance-Theater in Berlin 1885.
Seine Schwester war die Opernsängerin Bertha Leisner (1825–1913), seine Nichte Elisabeth Leisner (1856–1934) wurde ebenfalls Opernsängerin.